# Hans Herbst (Autor)

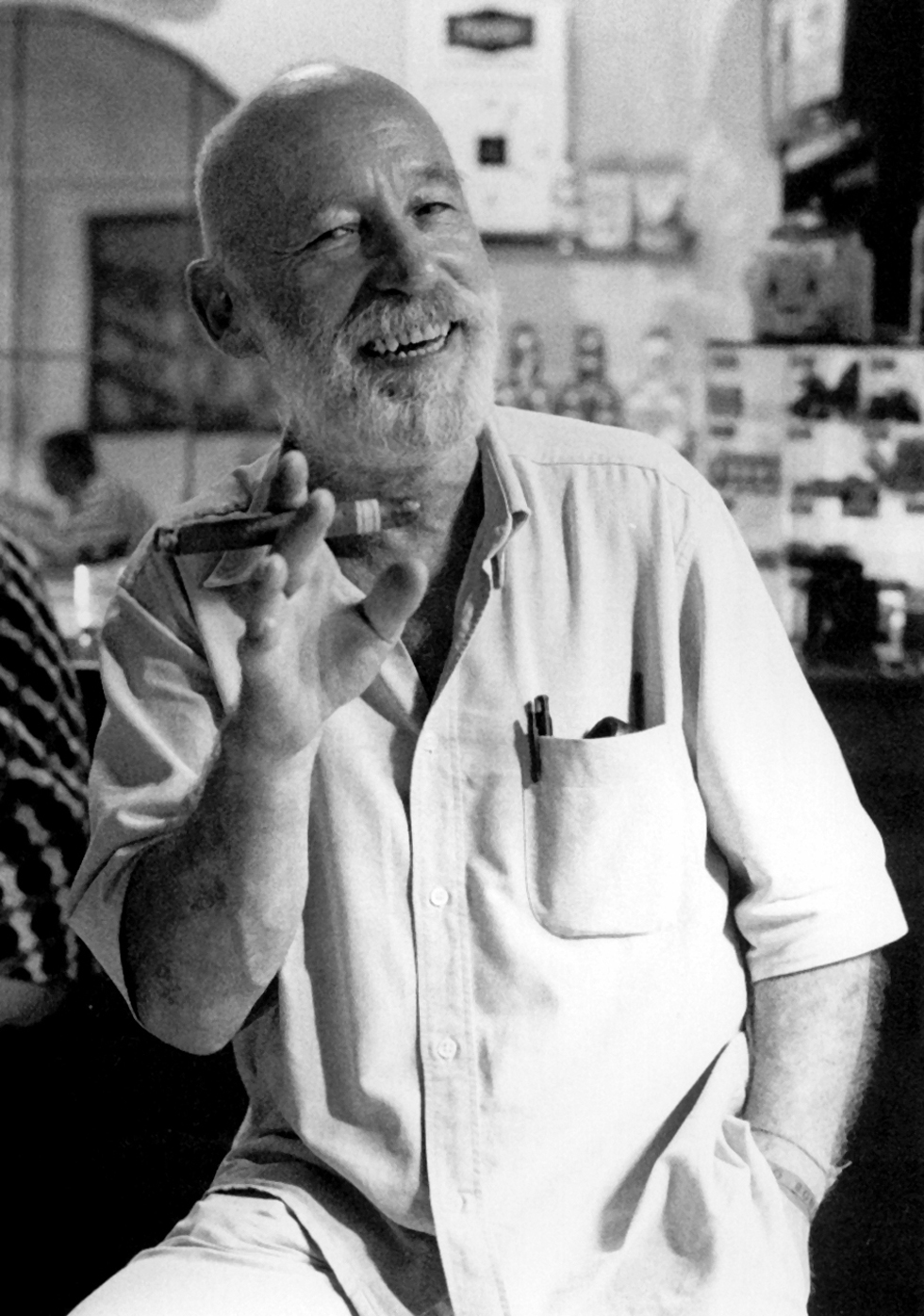
Hans Herbst, 2016

Hans Herbst (* 1941 in Hamburg, St. Pauli) ist ein deutscher Schriftsteller.

## Leben
Nach einer Lehre als Autoschlosser reiste er durch Europa, später nach Mexiko, Nordamerika, Brasilien und in die Karibik. Erste Texte entstanden 1979. Hans Herbst hat zahlreiche Stories, Reportagen und einen Roman veröffentlicht. Er lebt als Autor und Musiker in Hamburg.

## Werke

### Aktuelle Edition
Im Pendragon Verlag erschien eine 7-bändige  Edition von Hans Herbst:
- Hans-Herbst-Edition Band I Siesta, Stories 1, Pendragon Verlag, Bielefeld (2008).
- Hans-Herbst-Edition Band II Gringo, Stories 2, Pendragon Verlag, Bielefeld (2008).
- Hans-Herbst-Edition Band III Mendoza, Roman, Pendragon Verlag, Bielefeld (2009).
- Hans-Herbst-Edition Band IV Cuba Linda, Stories 3, Pendragon Verlag, Bielefeld (2009).
- Hans-Herbst-Edition Band V Stille und Tod, Stories 4, Pendragon Verlag, Bielefeld (2010).
- Hans-Herbst-Edition Band VII Zwischen den Zeilen, Stories 5, Pendragon Verlag, Bielefeld (2010).
- Hans-Herbst-Edition Band VII Männersachen, Reportagen, Pendragon Verlag, Bielefeld (2011).

### Frühere Werke
- Der Cadillac ist immer noch endlos lang und olivgrün, 12 Geschichten, Verlag Günter Ohnemus (1981).
- Siesta, Erzählungen, Albrecht Knaus Verlag (1984).
- Mendoza, Roman, Albrecht Knaus Verlag (1986).
- Männersachen, Stories, Goldmann Verlag (1987).
- Ein Sohn Ogums, Roman-Auszug (unvollendet), 100 nummerierte Exemplare, Paria Verlag (1988).
- Gringo & andere Geschichten, Maro Verlag (1992).
- Zwischen den Zeilen, Neue Stories, Verlag Jörg Eisenstecken (1997).
- Cuba Linda, Sieben Stories, Abers Verlag (2002).
- Stille und Tod, Stories, Maro Verlag (2004).
- Der Resident, aus: Stille und Tod, Jahresgabe 2005/2006 für die Freunde des Maro Verlags, Maro Verlag (2006).